# Æon Spoke (альбом)
«Æon Spoke» – второй студийный альбом американской рок-группы Æon Spoke, выпущенный в апреле 2007 года. В релиз вошли семь перезаписанных песен с предыдущего альбома, «Above the Buried Cry». В звучании альбома присутствуют элементы альтернативного рока.

## Список композиций
Слова и музыка всех песен — Æon Spoke.
| №                   | Название              | Длительность |
| ------------------- | --------------------- | ------------ |
| 1.                  | «Cavalry of Woe»      | 4:14         |
| 2.                  | «No Answers»          | 3:37         |
| 3.                  | «Sand and Foam»       | 3:19         |
| 4.                  | «Nothing»             | 5:22         |
| 5.                  | «The Fisher Tale»     | 5:24         |
| 6.                  | «Emmanuel»            | 4:31         |
| 7.                  | «Grace»               | 4:58         |
| 8.                  | «Pablo (At the Park)» | 5:10         |
| 9.                  | «Yellowman»           | 3:45         |
| 10.                 | «Silence»             | 4:41         |
| Общая длительность: | Общая длительность:   | 45:01        |

## Участники записи
- Пол Масвидал – вокал, гитара
- Шон Рейнерт – ударные, перкуссия, клавишные, бэк-вокал
- Эво – гитара
- Стивен Гамбина – бас-гитара